# The Coon
The Coon é o episódio global de número 183 e o segundo episódio da décima terceira temporada da série de desenho animado South Park. Ele Foi originalmente exibido no canal Comedy Central nos Estados Unidos em 18 de março de 2009. No episódio, Cartman se apresenta como um super-herói vigilante chamado "The Coon" (O Guaxinim), o ciúmes e a inveja do personagem cresce cada vez mais que seu rival ("Mysterion") se torna popular.

## Produção
"The Coon" foi escrito e dirigido pelo co- criador da série Trey Parker. Ele foi ao ar pela primeira vez nos Estados Unidos em 18 de março de 2009, no canal Comedy Central. Como a maioria dos episódios de South Park, "The Coon" foi concebido por Parker e seu colega, o também co-criado da série Matt Stone dentro de uma semana da data de transmissão do episódio.